# Азиз Салих ан-Нуман
Азиз Салих ан-Нуман (1941 или 1944; Эн-Насирия, Королевство Ирак — 30 января 2024; Тюрьма Абу-Грейб, Анбар, Ирак) — иракский политический и военный деятель. Губернатор оккупированного Кувейта.

## Биография
Азиз Салех ан-Нуман родился в 1941 году в Эн-Насирии, по другим сведениям в 1944 г. Он начал свою карьеру в качестве чиновника партии Баас. Занимал пост министра сельского хозяйства и ирригации. В 1977—1983 гг. губернатор Кербелы. В 1983—1986 гг. губернатор Эн-Наджафа. На посту губернатора Азиз ан-Нуман приказал разрушить шиитские святыни, его также обвиняли в пытках и убийствах шиитских священнослужителей в годы ирано-иракской войны. Считается, что ан-Нуман принимал участие в операции «Анфаль», во время которой иракские войска применили химическое оружие.
В августе 1990 году Азиз Салих ан-Нуман принимал активное участие в оккупации Кувейта. В октябре Саддам Хусейн назначил его губернатором оккупированного эмирата. На новом посту по его распоряжению в Кувейте начались массовые грабежи. Считается, что он ответственен также за изнасилования кувейтских женщин. После поражения Ирака в Войне в Персидском заливе в стране началось шиитское восстание, во время которого ан-Нуман жестоко расправился с шиитскими повстанцами.

## Война в Ираке и арест
Азиз Салих Нуман был председателем регионального командования партии Баас и отвечал за оборону западной части Багдада во время вторжения сил коалиции в Ирак в 2003 году. После падения Багдада ан-Нуман и многие другие представители свергнутой власти скрылись. Американское командование включило ан-Нумана в список самых разыскиваемых иракцев. В знаменитой колоде карт он занимал 8 место (в виде бубнового короля). Азиз ан-Нуман был арестован коалиционными войсками под Багдадом 22 мая 2003 года.

## Трибунал
Азиз Салих ан-Нуман был передан иракским властям 30 июня 2004 года. На следующий день он предстал с бывшим президентом и 10 его соратниками перед специальным трибуналом. 16 июля 2011 года приговорен к смертной казни.
Скончался от неизлечимой болезни в тюрьме Абу-Грейб 30 января 2024 года. По этой причине, приговор в исполнение приведён не был.